# Caribes de San Sebastián 2022 (pallavolo maschile)
Questa voce raccoglie le informazioni riguardanti i Caribes de San Sebastián nelle competizioni ufficiali della stagione 2022.

## Stagione
I Caribes de San Sebastián partecipano al loro trentunesimo campionato di Liga de Voleibol Superior Masculino: si classificano al sesto posto in regular season, accedendo quindi ai play-off scudetto, dove vengono eliminati ai quarti di finale.

## Organigramma societario
Area direttiva
- Presidente: Ángelo Ferrante

Area tecnica
- Primo allenatore: Manuel Acevedo (fino a novembre[3]), Juan Francisco León (da novembre[3])

## Rosa
| N° | Nome             | Ruolo | Data di nascita  | Nazionalità sportiva |
| -- | ---------------- | ----- | ---------------- | -------------------- |
| 1  | Steven Morales   | O     | 7 aprile 1992    | Porto Rico           |
| 2  | Anthony Negrón   | C     | -                | Porto Rico           |
| 3  | Pablo Guzmán     | S     | 2 giugno 1987    | Porto Rico           |
| 4  | Pedro Rosario    | O     | 18 maggio 1994   | Porto Rico           |
| 5  | Pedro Nieves     | C     | 29 giugno 1993   | Porto Rico           |
| 6  | Xavier Vega      | L     | -                | Porto Rico           |
| 8  | Orlando Santiago | S     | 3 giugno 1996    | Porto Rico           |
| 9  | Roberto Pérez    | S     | 28 aprile 1995   | Porto Rico           |
| 10 | Francisco Guzmán | S     | 28 maggio 1996   | Porto Rico           |
| 11 | Marcos Liendo    | L     | 8 novembre 1989  | Porto Rico           |
| 12 | Josean Rodríguez | C     | 26 dicembre 1990 | Porto Rico           |
| 13 | Víctor Vázquez   | P     | 6 novembre 1998  | Porto Rico           |
| 15 | Yadiel Nadal     | P     | 9 agosto 1997    | Porto Rico           |
| 15 | José Guilloty    | P     | 12 aprile 1977   | Porto Rico           |

## Mercato
| Acquisti | Acquisti         | Acquisti           | Acquisti   |
| R.       | Nome             | da                 | Modalità   |
| -------- | ---------------- | ------------------ | ---------- |
| C        | Pedro Nieves     | -                  | definitivo |
| S        | Orlando Santiago | Mets de Guaynabo   | definitivo |
| S        | Roberto Pérez    | -                  | definitivo |
| S        | Francisco Guzmán | Patriotas de Lares | definitivo |
| C        | Josean Rodríguez | LA Blaze           | definitivo |
| P        | Víctor Vázquez   | IE Matadors        | definitivo |
| P        | José Guilloty    | Indios de Mayagüez | definitivo |

| Cessioni | Cessioni          | Cessioni              | Cessioni   |
| R.       | Nome              | a                     | Modalità   |
| -------- | ----------------- | --------------------- | ---------- |
| O        | Adalberto Morales | -                     | ritirato   |
| P        | Arturo Iglesias   | Maccabi Tel Aviv      | definitivo |
| S        | Nesty Solivan     | Plataneros de Corozal | definitivo |
| S        | Gianluca Grasso   | Texas Tyrants         | definitivo |
| S        | Rafael Cruz       | LA Blaze              | definitivo |
| C        | Lázaro Fernández  | Gigantes de Carolina  | definitivo |
| C        | Rafael Burgos     | -                     | ritirato   |
| C        | Ismael Alomar     | Gigantes de Carolina  | definitivo |
| P        | Yadiel Nadal      | Indios de Mayagüez    | definitivo |

## Risultati

### LVSM

#### Regular season
| 1ª giornata - 30 settembre 2022 Coliseo Luis Aymat Cardona, San Sebastián | Caribes de San Sebastián | 3 - 1 | Cafeteros de Yauco       | 25-23, 25-19, 18-25, 25-15        |
| 2ª giornata - 2 ottobre 2022 Coliseo Luis Aymat Cardona, San Sebastián    | Caribes de San Sebastián | 2 - 3 | Plataneros de Corozal    | 28-26, 21-25, 25-22, 20-25, 13-15 |
| 3ª giornata - 5 ottobre 2022 Coliseo Carmen Zoraida Figueroa, Corozal     | Plataneros de Corozal    | 3 - 0 | Caribes de San Sebastián | 25-17, 26-24, 25-23               |
| 4ª giornata - 8 ottobre 2022 Coliseo Mario Morales, Guaynabo              | Mets de Guaynabo         | 3 - 0 | Caribes de San Sebastián | 25-22, 25-21, 25-10               |
| 5ª giornata - 13 ottobre 2022 Coliseo Luis Aymat Cardona, San Sebastián   | Caribes de San Sebastián | 2 - 3 | Gigantes de Carolina     | 26-24, 25-14, 20-25, 26-28, 9-15  |
| 6ª giornata - 15 ottobre 2022 Coliseo Luis Aymat Cardona, San Sebastián   | Caribes de San Sebastián | 0 - 3 | Mets de Guaynabo         | 16-25, 22-25, 25-27               |
| 7ª giornata - 19 ottobre 2022 Coliseo Luis Aymat Cardona, San Sebastián   | Caribes de San Sebastián | 2 - 3 | Changos de Naranjito     | 25-19, 25-23, 21-25, 22-25, 11-15 |
| 8ª giornata - 22 ottobre 2022 Coliseo Gelito Ortega, Naranjito            | Changos de Naranjito     | 1 - 3 | Caribes de San Sebastián | 25-19, 16-25, 21-25, 21-25        |
| 9ª giornata - 26 ottobre 2022 Coliseo Mario Morales, Guaynabo             | Mets de Guaynabo         | 3 - 0 | Caribes de San Sebastián | 25-20, 25-15, 25-16               |
| 10ª giornata - 28 ottobre 2022 Coliseo Luis Aymat Cardona, San Sebastián  | Caribes de San Sebastián | 0 - 3 | Cafeteros de Yauco       | 22-25, 21-25, 20-25               |
| 11ª giornata - 29 ottobre 2022 Coliseo Luis Aymat Cardona, San Sebastián  | Caribes de San Sebastián | 3 - 2 | Indios de Mayagüez       | 23-25, 22-25, 25-20, 25-16, 15-13 |
| 12ª giornata - 1º novembre 2022 Coliseo Luis Aymat Cardona, San Sebastián | Caribes de San Sebastián | 3 - 1 | Gigantes de Carolina     | 29-27, 25-20, 20-25, 25-18        |
| 13ª giornata - 3 novembre 2022 Palacio de Recreation y Deportes, Mayagüez | Indios de Mayagüez       | 0 - 3 | Caribes de San Sebastián | 22-25, 19-25, 24-26               |
| 14ª giornata - 6 novembre 2022 Palacio de Recreation y Deportes, Mayagüez | Indios de Mayagüez       | 1 - 3 | Caribes de San Sebastián | 23-25, 24-26, 25-23, 24-26        |
| 15ª giornata - 7 novembre 2022 Coliseo Luis Aymat Cardona, San Sebastián  | Caribes de San Sebastián | 0 - 3 | Plataneros de Corozal    | 18-25, 20-25, 22-25               |
| 16ª giornata - 9 novembre 2022 Coliseo Raúl "Pipote" Oliveras, Yauco      | Cafeteros de Yauco       | 3 - 0 | Caribes de San Sebastián | 25-0, 25-0, 25-0                  |
| 17ª giornata - 12 novembre 2022 Coliseo Guillermo Angulo, Carolina        | Gigantes de Carolina     | 2 - 3 | Caribes de San Sebastián | 25-21, 22-25, 25-22, 20-25, 9-15  |
| 18ª giornata - 13 novembre 2022 Coliseo Gelito Ortega, Naranjito          | Changos de Naranjito     | 3 - 2 | Caribes de San Sebastián | 25-18, 25-18, 21-25, 25-27, 15-7  |

#### Play-off
| Quarti di finale (gara 1) - 17 novembre 2022 Coliseo Gelito Ortega, Naranjito          | Changos de Naranjito     | 3 - 0 | Caribes de San Sebastián | 25-23, 25-17, 25-22 |
| Quarti di finale (gara 2) - 19 novembre 2022 Coliseo Carmen Zoraida Figueroa, Corozal  | Plataneros de Corozal    | 0 - 3 | Caribes de San Sebastián | 23-25, 18-25, 36-38 |
| Quarti di finale (gara 4) - 23 novembre 2022 Coliseo Luis Aymat Cardona, San Sebastián | Caribes de San Sebastián | 0 - 3 | Plataneros de Corozal    | 21-25, 22-25, 24-26 |
| Quarti di finale (gara 5) - 26 novembre 2022 Coliseo Luis Aymat Cardona, San Sebastián | Caribes de San Sebastián | 0 - 3 | Changos de Naranjito     | 22-25, 18-25, 22-25 |

## Statistiche

### Statistiche di squadra
| Competizione | Punti | In casa | In casa | In casa | In trasferta | In trasferta | In trasferta | Totale | Totale | Totale |
| Competizione | Punti | G       | V       | P       | G            | V            | P            | G      | V      | P      |
| ------------ | ----- | ------- | ------- | ------- | ------------ | ------------ | ------------ | ------ | ------ | ------ |
| LVSM         | 24    | 11      | 3       | 8       | 11           | 5            | 6            | 22     | 8      | 14     |
| Totale       | -     | 11      | 3       | 8       | 11           | 5            | 6            | 22     | 8      | 14     |

G = partite giocate; V = partite vinte; P = partite perse

### Statistiche dei giocatori
Dati non disponibili.